# Massif du Pedraforca

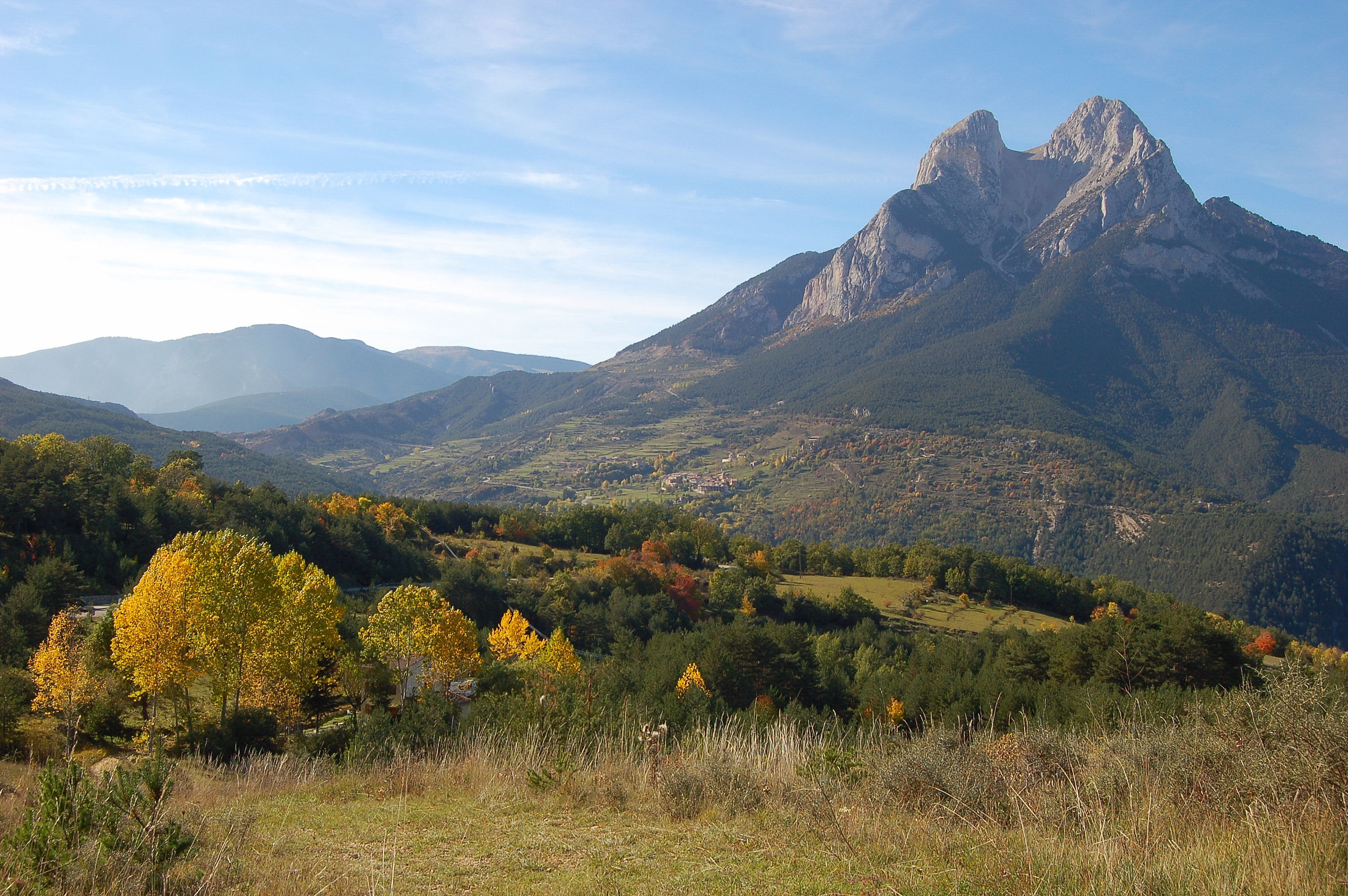
Vue, depuis l'est, du double sommet en forme de fourche et de la base arrondie de la montagne.

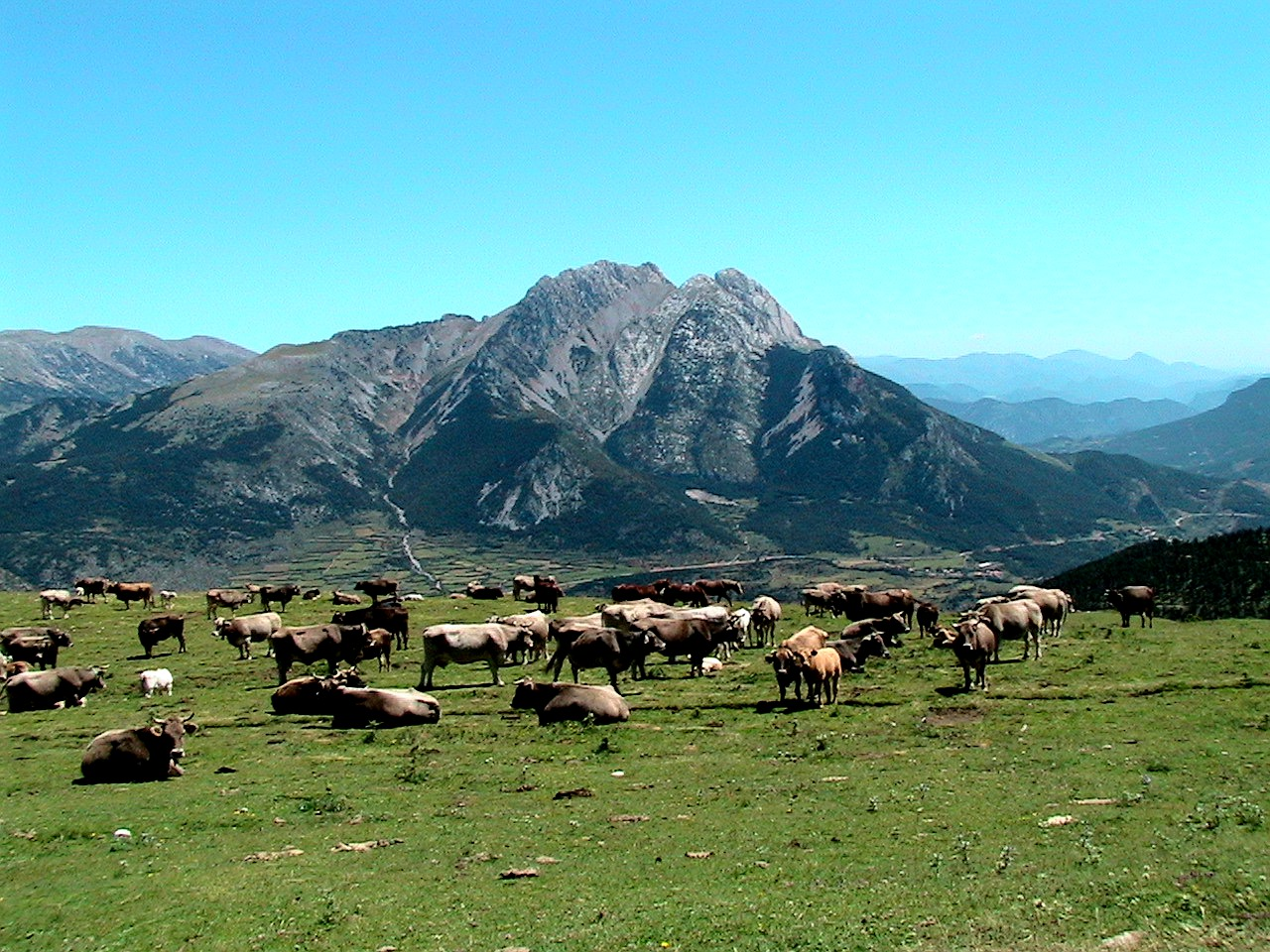
Vue, depuis la serra del Verd à l'ouest, des deux crêtes sommitales.

Le massif du Pedraforca, ou simplement Pedraforca, est un massif de montagnes de la chaîne des Pyrénées dans les provinces de Lérida et Barcelone, en Catalogne, en Espagne. Il mesure 5,6 km de long pour 5,6 km de large, et culmine au Pollegó Superior à 2 506 mètres. À cause de la nature sédimentaire de ses roches et de sa position avancée par rapport à la zone centrale des Pyrénées, le massif du Pedraforca fait partie du contrefort pré-pyrénéen. Géologiquement parlant, le massif se situe dans la zone sud-pyrénéenne.
Le Pedraforca est une montagne emblématique de la Catalogne : il a une forme très particulière, formée par deux crêtes parallèles reliées au milieu par un col, l'Enforcadura (2 356 m). Sur la première crête, le Pollegó Superior a une altitude de 2 506 m (avec un sommet secondaire, le Calderer, de 2 497 m), et sur la deuxième crête le Pollegó Inferior atteint 2 445 m. La singularité de sa forme, sa base ronde, et le fait qu'il soit isolé des autres chaînes de montagnes environnantes, a fait de ce massif l'un des plus célèbres du territoire catalan, déclaré « lieu naturel d'intérêt national ».
L'ensemble du massif de Pedraforca fait partie du parc naturel de Cadi-Moixero. Les villes environnantes sont Gósol à l'ouest et Saldes à l'est, dans la comarque de Berguedà de la province de Barcelone.

## Toponymie
En catalan, pedra signifie « pierre » mais aussi « roc » ou « rocher ». Quant à forca, elle peut prendre le sens de « fourchette » mais aussi la « fourche » des paysans (ancienne fourche à deux dents). La meilleure traduction serait donc le « roc-fourche » ou la « fourche en pierre », allusion explicite à la forme de son double sommet.
Le col d'Enforcadura, entre les deux crêtes, peut être interprété en langue catalane de la même façon, littéralement le col « dans la fourche dure ».
Les deux crêtes ensemble prennent le nom local de Pollegons au pluriel, Pollegó est le singulier et désigne un sommet des crêtes.

## Géographie
Le massif de Pedraforca se situe au nord-ouest de la comarque de Berguedà dans la province de Barcelone. Il est accessible par la route B-400 qui part d'un petit col, au kilomètre 113 de l'autoroute C-16 d'Abrera à Bellver de Cerdanya (axe de la vallée du Llobregat). La petite route C-563 traverse Tuixén, Josa de Cadí et Gósol.
Un point de vue suspendu à une falaise au sanctuaire de Gresolet, à 1 566 m d'altitude, offre, si le temps est dégagé, un panorama sur le massif.

### Principaux sommets

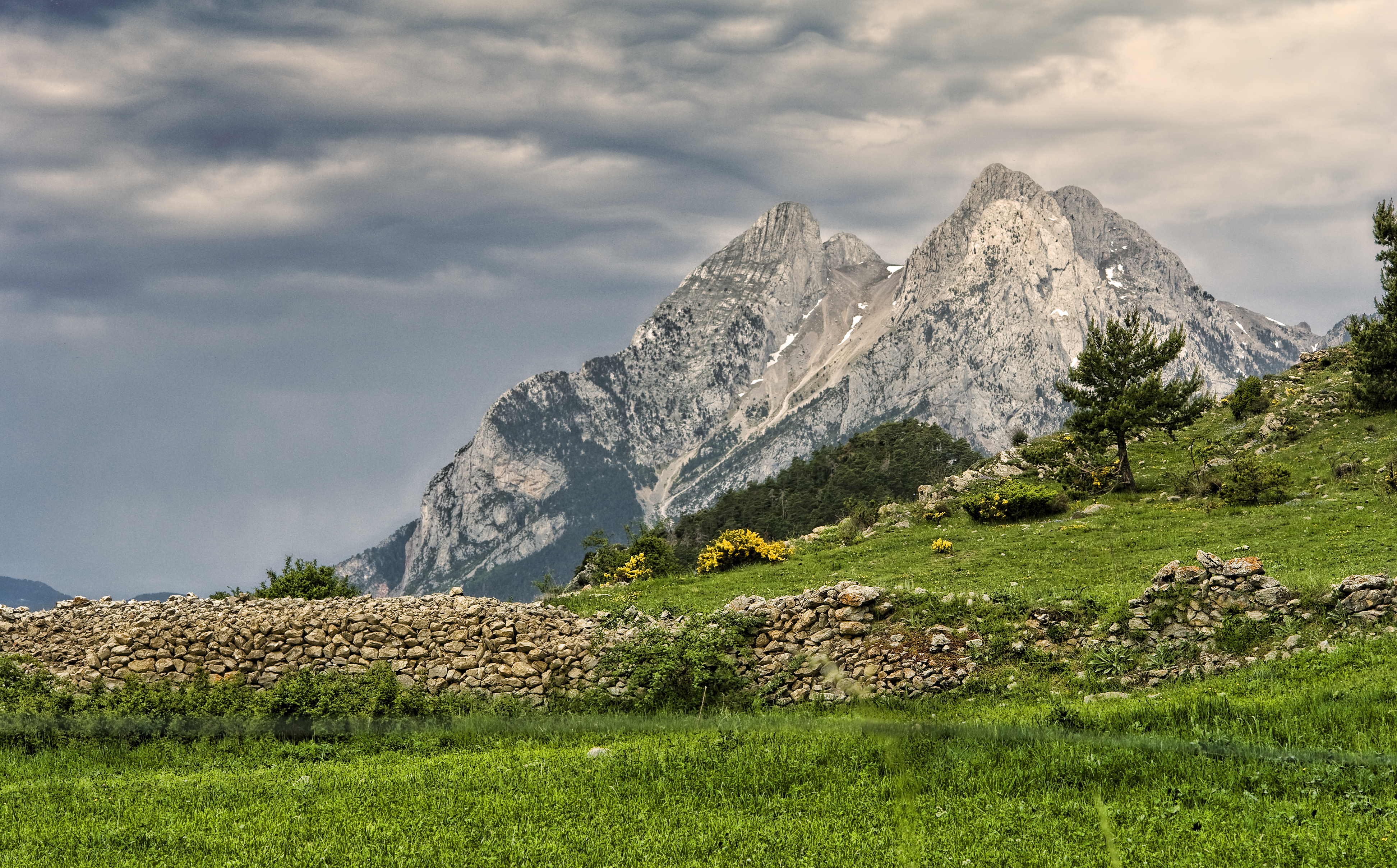
Pollegó Superior à droite (nord) et Inferior à gauche (sud), vus depuis un alpage situé à l'est dans le parc naturel de Cadi-Moixero.

| Sommet           | Altitude (mètres) |
| ---------------- | ----------------- |
| Pollegó Superior | 2 506             |
| Pollegó Inferior | 2 445             |
| Roc Roig         | 2 052             |
| Roca Roja        | 2 038             |

### Géologie
Le relief actuel s'est formé entre −40 et −20 Ma (Éocène et Oligocène), conséquence de la formation des Pyrénées : les strates géologiques de type sédimentaire, déposées principalement depuis le Mésozoïque (à partir de −256 Ma) jusqu'à l'Éocène (vers −35 Ma), sont remontées en altitude entre −40 et −20 Ma par la collision entre la plaque ibérique au sud et la plaque eurasiatique au nord.
Toutefois, le massif de Pedraforca est complexe géologiquement, ce qui en fait un site d'intérêt : dans une zone de quelques kilomètres carrés convergent de haut en bas, la nappe supérieure de Pedraforca (au-dessus de 1 500 m en moyenne), la nappe inférieure de Pedraforca (sous la nappe supérieure), et la nappe de Cadi à l'est, témoins de la montée des Pyrénées au cours de l'orogenèse alpine. La nappe supérieure est un assemblage de différentes strates sédimentaires provenant, respectivement du sud au nord, du Crétacé supérieur, d'une épaisseur considérable de sédiments du Crétacé inférieur (formant les crêtes sommitales), du Jurassique et du Trias supérieur (voir figure), le tout sur quelques mètres du Crétacé supérieur. Sous cette nappe composite se trouve la nappe inférieure faite de matériaux du Crétacé supérieur, celle-ci est plus récente et pourtant se trouve en dessous ; cette observation peut être expliquée par le phénomène de charriage qui permet, à l'aide d'une faille inverse, de faire passer des couches plus anciennes sur des plus récentes. Enfin, dans le paysage, la nappe de Cadí affleure au nord-est dans la zone des falaises de Gresolet. En suivant la route aux environs de la rivière des Mulleres, on voit clairement le contact entre la base de Cadí et les roches de la nappe supérieure de Pedraforca,.
L'observation du Pedraforca depuis le village de Saldes permet d'identifier clairement sa structure géologique constituée en trois nappes : la nappe de Cadí se trouve dans la zone nord du Pedraforca où commence la serra del Cadí, la pente sud de ce dernier étant plus ou moins identique aux couches de la nappe de Cadí. Plus au sud, une série de matériaux de la nappe inférieure commence au lieu-dit de Gresolet, principalement des marnes avec des calcaires qui se détachent sur le relief. La nappe supérieure est celle des sommets nommés Pollegons (littéralement « polygones ») correspondant à deux barres verticales de calcaire datant du Crétacé inférieur, avec un niveau intermédiaire fait de marnes (col de l'Enforcada). L'érosion différentielle des marnes, friables, vis-à-vis du calcaire, plus dur, a façonné ce relief si particulier. Enfin, tout au sud se trouvent des argiles carbonées et rouges du Paléocène (dit garumnien dans la région).

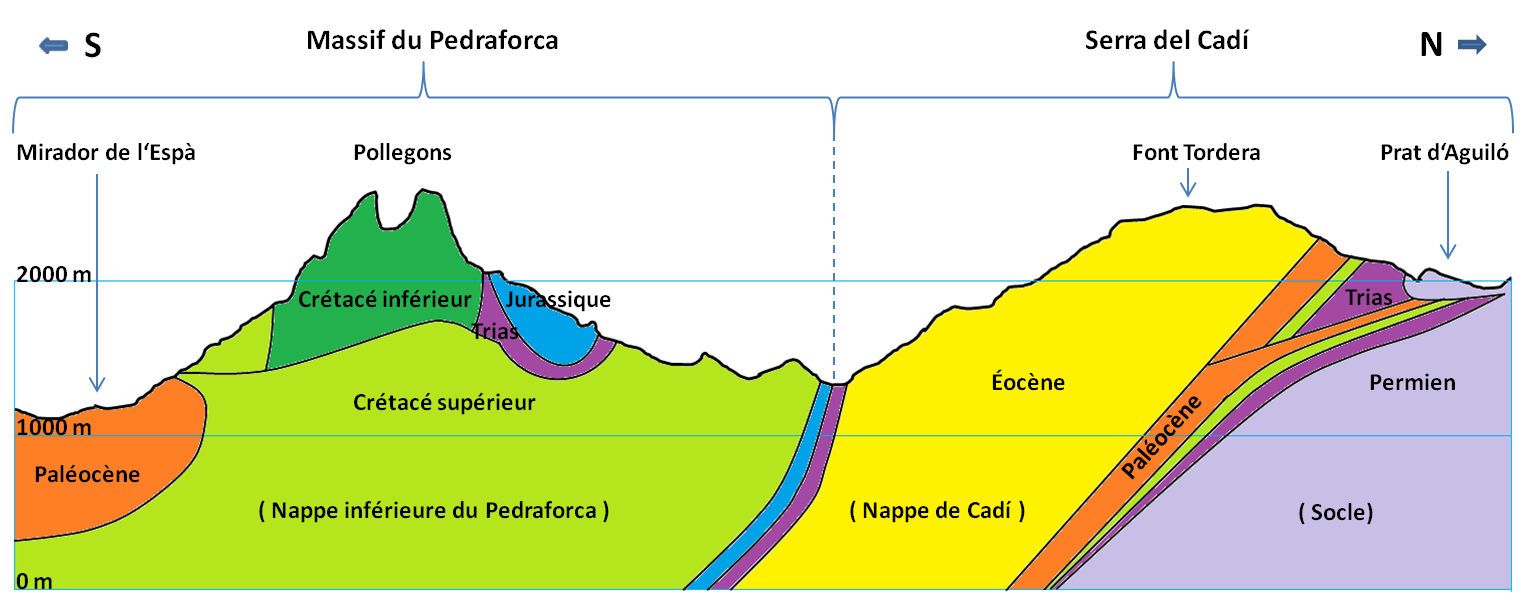
Coupe géologique des massifs de Pedraforca et Cadí,. Couleurs des roches, des plus âgées au plus récentes : gris = Permien, violet = Trias, bleu = Jurassique, vert foncé = Crétacé inférieur, vert clair = Crétacé supérieur, orange foncé = Paléocène, jaune = Éocène. La nappe supérieure du Pedraforca correspond à la zone du massif au-delà de 1500 m : lambeau de Crétacé supérieur côté sud, Crétacé inférieur, Jurassique et Trias au nord.

#### Formation
Voici la trame chronologique des principaux événements,,, :
- Entre -230 et -144 millions d'années, des matériaux sédimentaires du Trias et du Jurassique se déposent sur des roches du Permien plus anciennes.
- Entre -144 et -99 millions d'années, au cours du Crétacé inférieur, une série de fractures dans le sol est responsable de l'enfoncement de blocs de sédiments datant de cette époque, principalement calcaires et marnes.
- Entre -99 et -75 millions d'années, les premiers sédiments du Crétacé supérieur se déposent au-dessus des blocs précédents qui colmatent les fractures.
- Entre -75 et -69 millions d'années, à la fin du Crétacé supérieur, la collision entre les plaques tectoniques ibérique et européenne commence. À mesure que les deux plaques se rapprochent, une faille inverse se forme : les matériaux plus anciens du Crétacé inférieur se retrouvent au-dessus des sédiments plus modernes du Crétacé supérieur, produisant une nappe de charriage. Ainsi se forme la nappe supérieure du Pedraforca formée de calcaires du Crétacé inférieur.
- Entre -69 et -66 millions d'années, la nappe supérieure du Pedraforca continue de se déplacer au-dessus des matériaux du Crétacé supérieur qui forment alors la nappe inférieure du Pedraforca.
- Entre -66 et -33 millions d'années, principalement à l'Éocène inférieur et moyen (de l'Ilerdien à -55,8 Ma au Lutétien inférieur vers -46 Ma), une couche de sédiments se dépose dans une mer peu profonde qui formera la nappe de Cadí. À la fin de la période, le début de la surrection des Pyrénées ferme cette mer et les deux nappes de Pedraforca remontant du sud entrent en contact avec la nappe de Cadí au nord.
- Entre -33 et -25 millions d'années, avec une nouvelle faille inverse, les nappes supérieure et inférieure de Pedraforca passent sur la nappe de Cadí. On a ainsi trois nappes inversées : en haut la nappe supérieure de Pedraforca (la plus ancienne du Trias, Jurassique et Crétacé inférieur), au milieu la nappe inférieure de Pedraforca (d'âge intermédiaire du Crétacé supérieur), et au-dessous la nappe de Cadí (la plus récente de l'Éocène), le tout reposant sur le socle mésozoïque et paléozoïque sous la nappe de Cadí.
- Au cours des derniers millions d'années, l'érosion des reliefs précédents, en présence de calcaires durs (au niveau des deux crêtes sommitales) et de marnes plus tendres (au niveau du col de l'Enforcadura entre les deux crêtes), donne à la montagne la silhouette typique d'une fourche, ainsi que les éboulis caractéristiques situés au milieu sous le col de l'Enforcadura.

### Climat

Étages de végétation des Pyrénées : mousses et lichens à l'étage nival, prairies à l'étage alpin, pins à crochets à l'étage subalpin, sapins et hêtres à l'étage montagnard puis chênes et châtaigniers à l'étage collinéen.

Deux zones climatiques sont clairement différentiées, en fonction de l'altitude dans le massif : 
- en dessous de 1 500 à 1 700 m, on trouve un climat typique de l'étage montagnard ;
- au-dessus de 1 700 m commence le domaine climatique de l'étage subalpin puis alpin.

Les précipitations sont concentrées pendant les mois d'été, avec des moyennes annuelles supérieures à 1 100 mm. Les chutes de neige ne sont pas abondantes, bien que les sommets du massif restent enneigés pendant l'hiver. Dans les vallées, la température moyenne annuelle est comprise entre 10 et 12 °C, moyenne qui se réduit considérablement à mesure que l'altitude augmente.

### Faune et flore

#### Flore

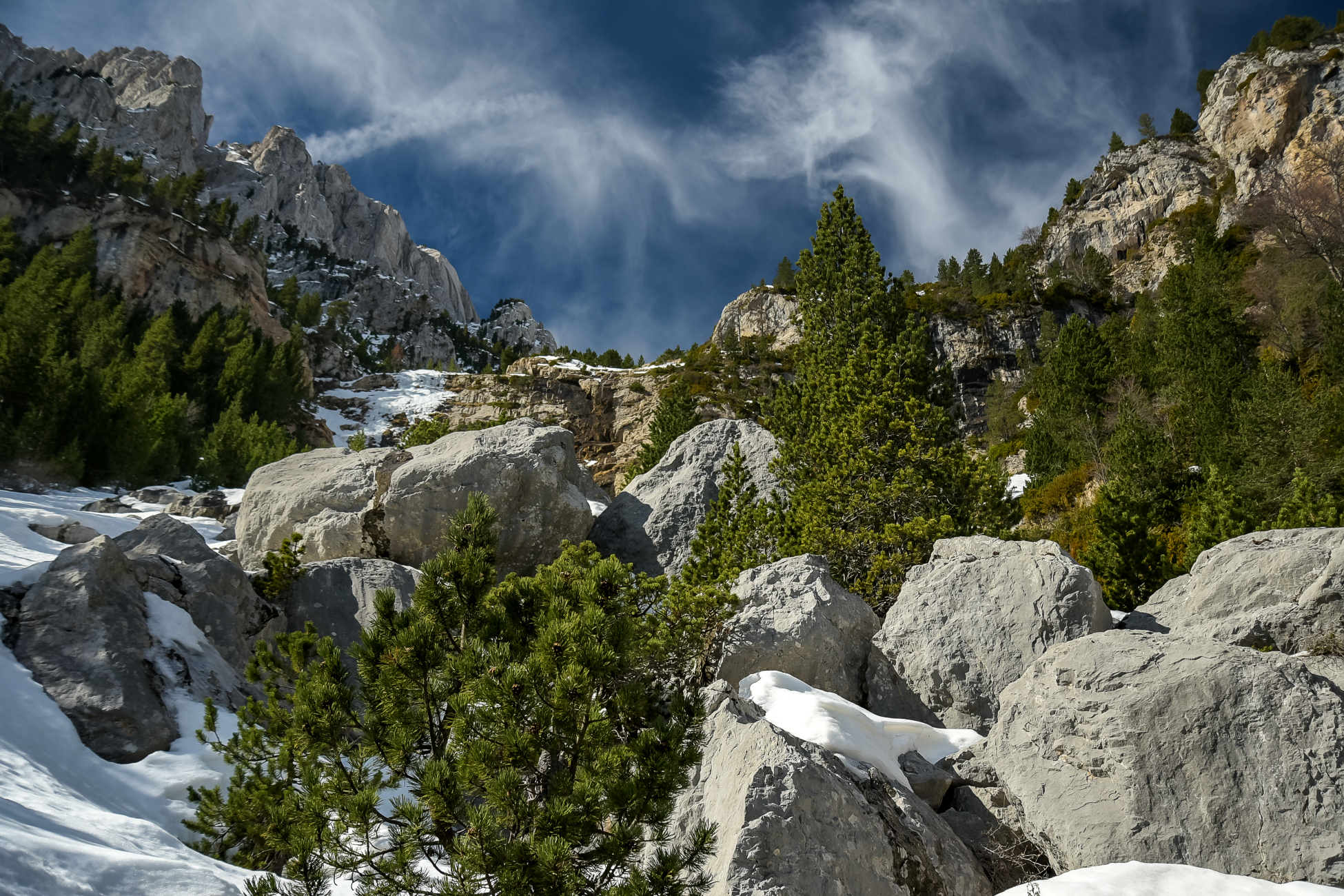
Étage subalpin du Pedraforca avec, au premier plan, des pins à crochets (Pinus uncinata) au milieu des éboulis.

À l'étage montagnard (en dessous de 1 700 m) pousse le chêne pubescent (Quercus pubescens) qui occupe une grande partie des pentes, accompagné de l'érable à feuilles d'obier (Acer opalus), le buis commun (Buxus sempervirens), l'amélanchier à feuilles ovales (Amelanchier ovalis), le noisetier (Corylus avellana), l'aubépine monogyne (Crataegus monogyna), le Genévrier commun (Juniperus communis), l'hellébore fétide (Helleborus foetidus), le rosier des chiens (Rosa canina) et l'anémone (Anemone hepatica), entre autres. Dans les secteurs ombragés et humides de la forêt de Gresolet, le hêtre commun (Fagus sylvatica) côtoie le sapin commun (Abies alba). Quant au pin sylvestre (Pinus sylvestris), il est assez répandu et peut se rencontrer partout du fait de l'exploitation de son bois. La forêt de Gresolet est le protagoniste de l'une des premières campagnes de conservation menées en Catalogne dans les années 1920 et 1921.
À l'étage subalpin (entre 1 700 et 2 300 m) se trouvent des forêts clairsemées qui poussent au milieu des éboulis. La végétation se compose de conifères comme le pin à crochets (Pinus uncinata) et le sapin commun (Abies alba), d'arbustes à feuilles persistantes comme le buis commun (Buxus sempervirens), le rhododendron ferrugineux (Rhododendron ferrugineum), et de plantes comme l'hellébore vert (Helleborus viridis), l'anémone des Alpes (Pulsatilla alpina) et la croisette de printemps (Cruciata glabra).
À l'étage alpin (au-dessus de 2 300 m), les rudes conditions climatiques rendent impossible toute présence d'arbres et d'arbustes. Une végétation adaptée à un environnement froid et rocheux se développe, certaines endémiques du massif pyrénéen comme la ramondie des Pyrénées (Ramonda myconi), présente depuis environ 25 millions d'années, la saxifrage des Pyrénées (Saxifraga longifolia), qui est arrivée lors des premières glaciations il y a un million d'années et qui aime les substrats calcaires, et le chèvrefeuille des Pyrénées (Lonicera pyrenaica). D'autres espèces remarquables sont la Globulaire rampante (Globularia cordifolia subsp. repens) et des fougères de haute montagne (Woodsia glabella subsp. pulchella),.

#### Faune

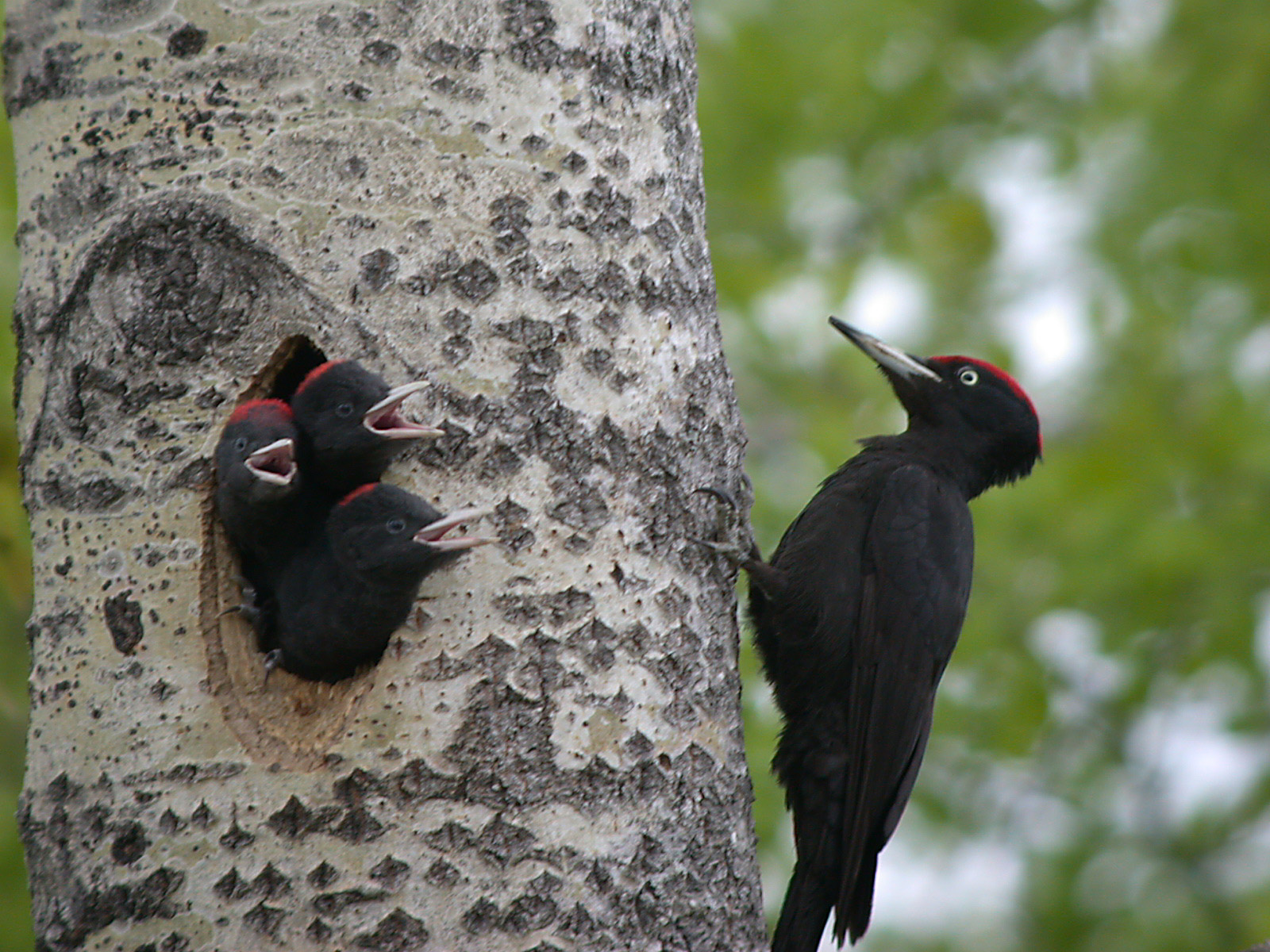
Pic noir à l'étage montagnard.

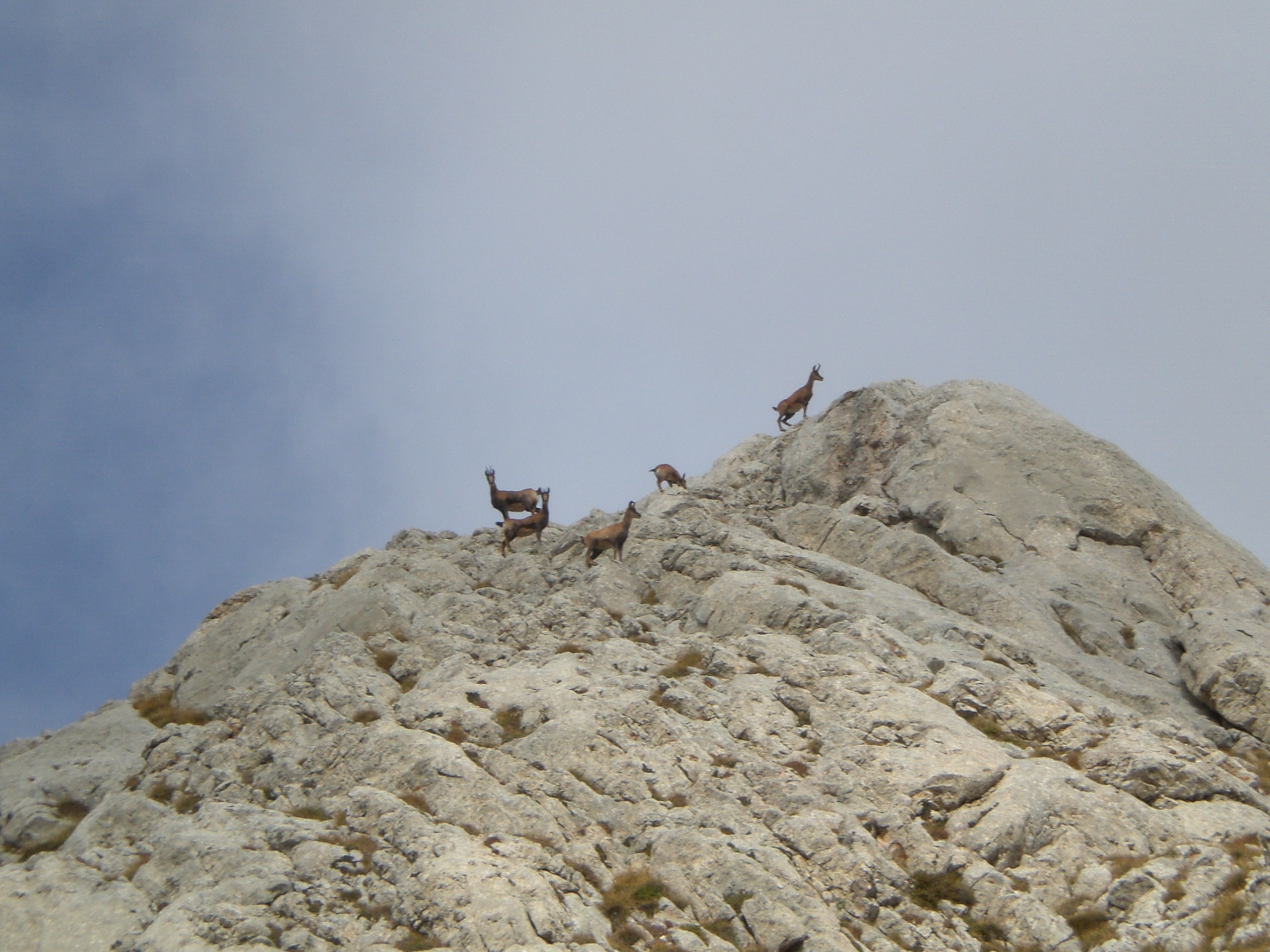
Isards au sommet du Pollegó Inferior.

La diversité des forêts et des prairies abrite une faune riche dans laquelle dominent clairement les espèces typiques des étages alpins et montagnards. La proximité des serra de Cadí et Moixeró met à la disposition de ces espèces des surfaces importantes, vitales pour répondre à leurs besoins territoriaux.
- Oiseaux : on en trouve une grande variété et en grand nombre, le massif étant d'ailleurs une zone de protection spéciale pour les oiseaux. À l'étage montagnard, on trouve la sittelle torchepot (Sitta europaea), le pipit des arbres (Anthus trivialis), le bruant jaune (Emberiza citrinella), le bouvreuil pivoine (Pyrrhula pyrrhula) et la bécasse des bois (Scolopax rusticola), qui vivent dans les sapins, les pinèdes et les hêtraies du milieu forestier. Un autre habitant des forêts facile à entendre et à reconnaître est le pic noir (Dryocopus martius), au contraire du grand Tétras (Tetrao urogallus) très difficile à voir à cause de ses habitudes solitaires et de son habitat dans les sous-bois montagnards profonds. Enfin, dans le fond des petites vallées, on peut entendre la nuit pendant les mois d'été le hibou petit-duc (Otus scops) et un grand nombre de chouettes hulottes (Strix aluco). À l'étage alpin, parmi les autres espèces d'oiseaux sédentaires, on trouve le venturon montagnard (Serinus citrinella), le bec-croisé des sapins (Loxia curvirostra), le crave à bec rouge (Pyrrhocorax pyrrhocorax) et le chocard à bec jaune (Pyrrhocorax graculus). Les oiseaux de proie comme le faucon crécerelle (Falco tinnunculus) et le circaète Jean-le-Blanc (Circaetus gallicus) nichent de préférence dans les falaises les plus inaccessibles. Dans les falaises plus fraîches et humides, on trouve le tichodrome échelette (Tichodroma muraria), petit oiseau insectivore qui se déplace le long des parois de manière étonnamment agile. Quant au merle à plastron (Turdus torquatus) et au merle de roche (Monticola saxatilis), ils se reproduisent aussi à haute altitude, mais abandonnent le massif après l'été.
- Mammifères : la plus grande espèce de la faune sauvage est l'isard (Rupicapra pyrenaica), herbivore qui domine les sommets du massif. Les autres mammifères de taille plus petite sont le lapin commun (Oryctolagus cuniculus), l'écureuil roux (Sciurus vulgaris), le campagnol des bois (Clethrionomys glareolus) et la musaraigne commune (Sorex araneus). En ce qui concerne les carnivores, on trouve le renard roux (Vulpes vulpes), la martre des pins (Martes martes), la belette (Mustela nivalis) et le chat sauvage (Felis silvestris).
- Amphibiens et serpents : l'euprocte des Pyrénées (Calotriton asper), la salamandre commune (Salamandra salamandra), la grenouille rousse (Rana temporaria), le grenouille de Pérez (Rana perezi), le crapaud commun (Bufo bufo), la couleuvre verte et jaune (Coluber viridiflavus) et la coronelle girondine (Coronella girondica). La seule espèce venimeuse présente est la vipère aspic (Vipera aspis), assez répandue dans les Pyrénées.
- Papillons : le Tristan (Aphantopus hyperantus), le Gazé (Aporia crataegi), le Tabac d'Espagne (Argynnis paphia), le Moyen nacré (Fabriciana adippe), le Silène (Brintesia circe), le Soufré (Colias hyale), le Citron (Gonepteryx rhamni), le Citron de Provence (Gonepteryx cleopatra), le Paon-du-jour (Aglais io), le Petit sylvain (Limenitis camilla), le Sylvain azuré (Limenitis reducta), le Cardinal (Argynnis pandora), l'Apollon (Parnassius apollo), la Piéride de la rave (Pieris rapae), la Thècle du chêne (Neozephyrus quercus).

Enfin, une espèce d'escargot endémique et rare des Pyrénées est Pyrenaearia parva. Il n'a été identifié qu'en Andorre et dans le parc naturel de Cadi-Moixero, spécialement la zone de Pedraforca, c'est une espèce vulnérable et protégée.

## Histoire

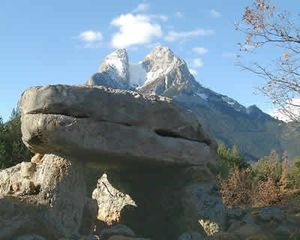
Dolmen de Molers datant du Néolithique, commune de Saldes.

On trouve des traces au nord de l'homme de Néandertal (Paléolithique moyen) et de l'homme anatomiquement moderne (Paléolithique supérieur) au nord en Cerdagne. Les premières traces archéologiques certaines dans le massif remontent au Néolithique avec le dolmen de Molers.

### Patrimoine

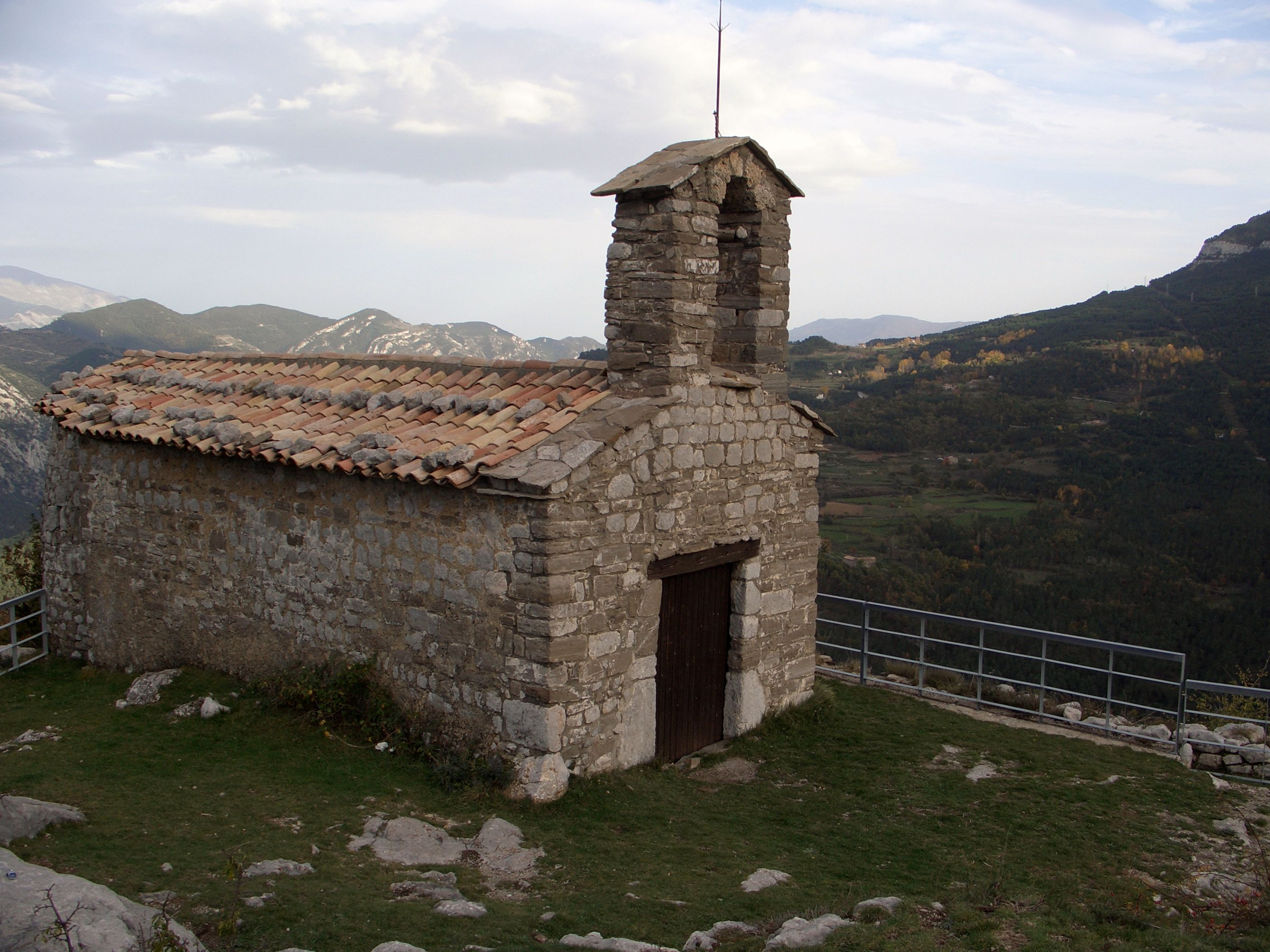
Santa Maria del Castell au village de Saldes.

On dénombre les éléments du patrimoine historique et culturel suivants :
- de nombreuses églises d'architecture romane sont disséminées dans la plupart des villages ou dans des endroits cachés du massif : le sanctuaire de Gresolet (Saldes), Santa Maria del Castell (Saldes), Sant Martí (Saldes), Sant Andreu de l'Espà (Saldes), Sant Sebastià del Sull (Saldes), Sant Ponç de Molers (Saldes), Santa Maria del Castell (Gósol), Santa Margarida de Gósol (Gósol) et Santa Eulàlia de Bonner (Gósol)[11],[7] ;
- fortifications : au cours du Moyen Âge, la région du massif de Pedraforca et ses environs étaient contrôlés par les comtes de Cerdagne, qui utilisaient les châteaux de Saldes et de Gósol pour protéger leurs territoires. Ces fortifications ont été à l'origine des deux villages, mais elles sont actuellement partiellement en ruine[11],[7] ;
- plusieurs sentiers traditionnels qui traversent la région, notamment les chemins de l'élevage, car dans la région et ses environs il existe d'importantes zones d'alpage. Ces routes conservent des annexes remarquables telles que des murs de pierre, des parcelles, des ponts, des auberges et des cortals[11] ;
- peinture : Pablo Ruiz Picasso passa l'été 1906 à Gósol, où il transforma son style et devint très productif. Après l'été, Picasso quitta Gósol en traversant la serra del Cadí par le pas dels Gosolans pour rentrer à Paris, où il développa alors son style cubiste. Le souvenir de sa visite est resté chez les Gosolans, qui disposent d'une salle Picasso avec des reproductions des œuvres peintes par l'artiste dans cette ville[11],[7].

### Mythes
Beaucoup de légendes circulent autour du Pedraforca, longtemps considéré comme une montagne magique. L'une des légendes dit que dans la nuit de la Saint-Sylvestre (le 31 décembre), les sorcières se réunissent au Pedraforca pour danser et voler avec leur balai. Une autre légende explique pourquoi la montagne a cette caractéristique : une nuit de Saint-Sylvestre, les sorcières ont célébré un Sabbat au sommet de l'ancienne montagne. Les sorcières étaient divisées en deux parties et se battaient entre elles, faisant tellement de bruit que la terre en tremblait. Les habitants de Saldes furent tellement effrayés qu'ils commencèrent à se confier à saint Michel par des prières. Ce dernier les écouta, descendit du ciel avec une épée, et fendit la montagne en deux parties afin de séparer les deux clans de sorcières. De plus, la cime de la vieille montagne fut brisée en millions de morceaux ce qui donna naissance à tous les éboulis du Pedraforca.

## Activités humaines

### Protection

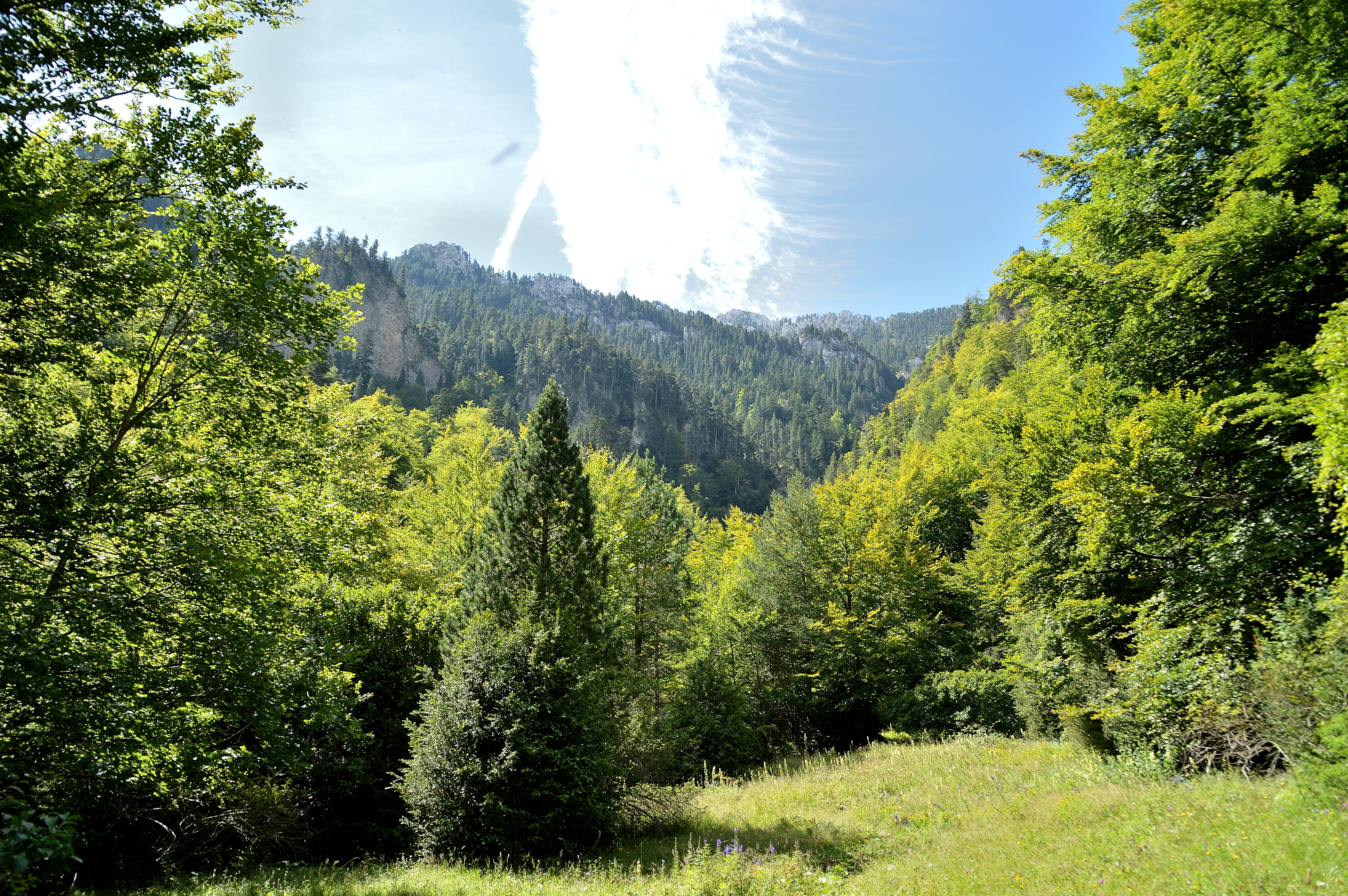
Bois à Gresolet, commune de Saldes, parc naturel de Cadi-Moixero.

En 1932, la première proposition officielle de protection de l'espace figure déjà dans les prévisions de l'aménagement du territoire de la généralité de Catalogne de l'ère républicaine. Les extractions de lignite à ciel ouvert, effectuées dans le secteur sud du massif depuis le XIXe siècle et intensifiées par le développement industriel entamé en 1950, ont également contribué à l'urgence de préserver le site. En 1963, le plan de planification provincial de Barcelone, qui était prévu pour le potentiel parc naturel Cadí-Pedraforca, est de nouveau examiné.
Le 31 mai 1966, une loi promulgue la création de la réserve nationale de chasse de Cadí, qui comprend actuellement le Port del Comte. Cette loi, toujours en vigueur, prévoit que les ressources de la faune et son utilisation à des fins de chasse puissent rester une source de revenus pour les populations habitant sur le site. Le statut d'autonomie de la Catalogne ouvre les portes à la protection définitive de l'espace. En 1980, la Commission d'urbanisme de Catalogne approuve une liste d'espaces présentant un intérêt naturel particulier, parmi lesquels les massifs de Cadí-Moixeró-Pedraforca ; l'ensemble de cette proposition est adopté par le parlement de Catalogne et incorporé sous la forme d'une annexe à la loi du 24 décembre 1981, établissant des règles supplémentaires pour la protection des espaces présentant un intérêt naturel particulier et que pourraient affecter les activités d'extraction.
Par la suite, une loi catalane du 6 mai 1982 crée le « parc naturel d'intérêt national du massif de Pedraforca ». Puis, le 15 juillet 1983, le parc naturel de Cadi-Moixero est créé par décret et regroupe en une seule zone au statut de parc naturel le massif du Pedraforca, la serra del Cadí et la serra de Moixeró. En 2004, l'administration du parc naturel d'intérêt national de Pedraforca fusionne avec celle du parc naturel de Cadi-Moixero.
Au niveau européen, en septembre 1987, conformément à la directive 79/409 de la Communauté économique européenne, le parc naturel de Cadi-Moixero est déclaré zone de protection spéciale pour les oiseaux. Puis, des années plus tard, par une décision de la Commission européenne du 22 décembre 2003, cette zone intègre le réseau Natura 2000 au sein des régions biogéographiques dite « alpines ».

### Randonnées et escalade

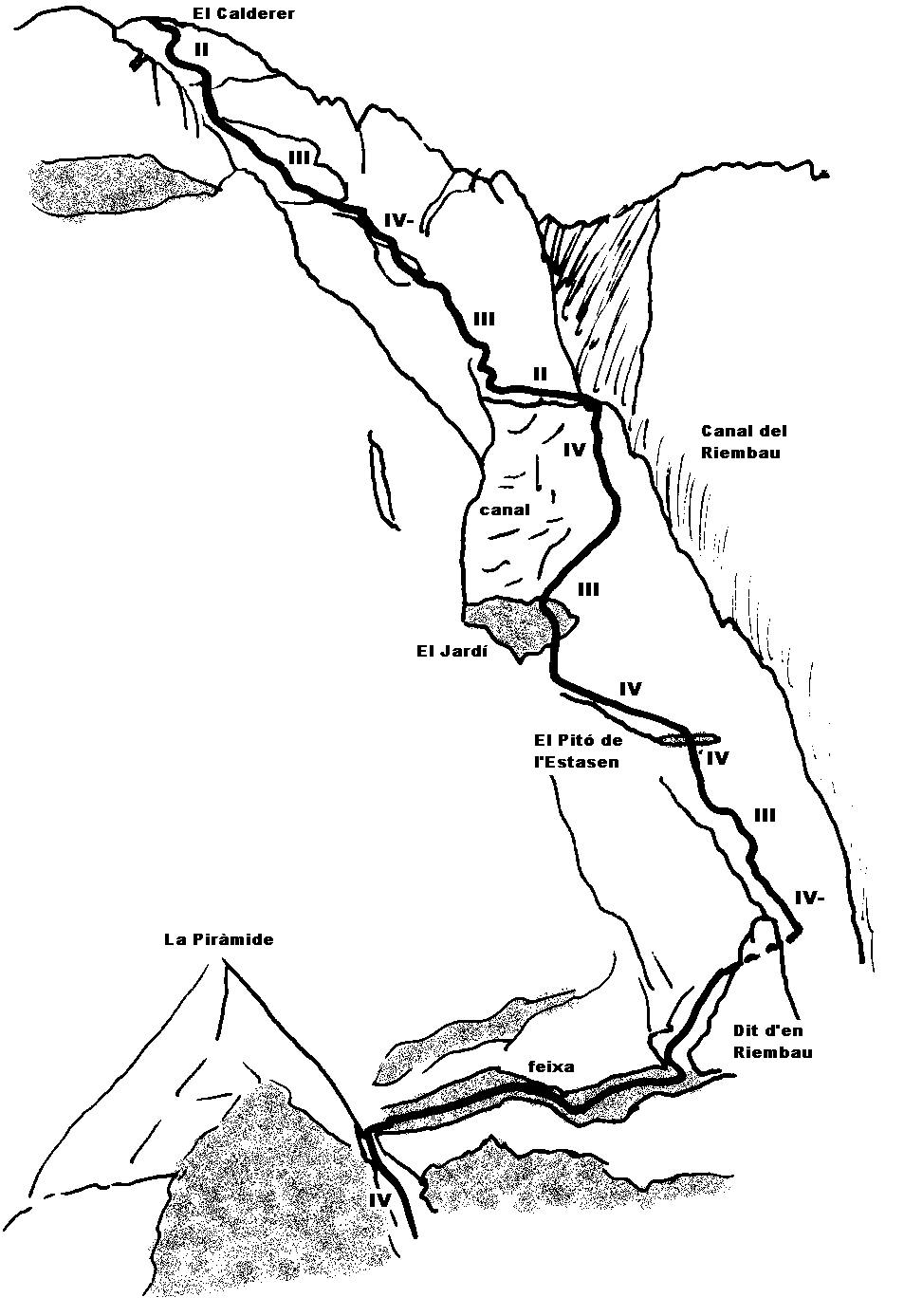
Voie d'escalade Estasen.

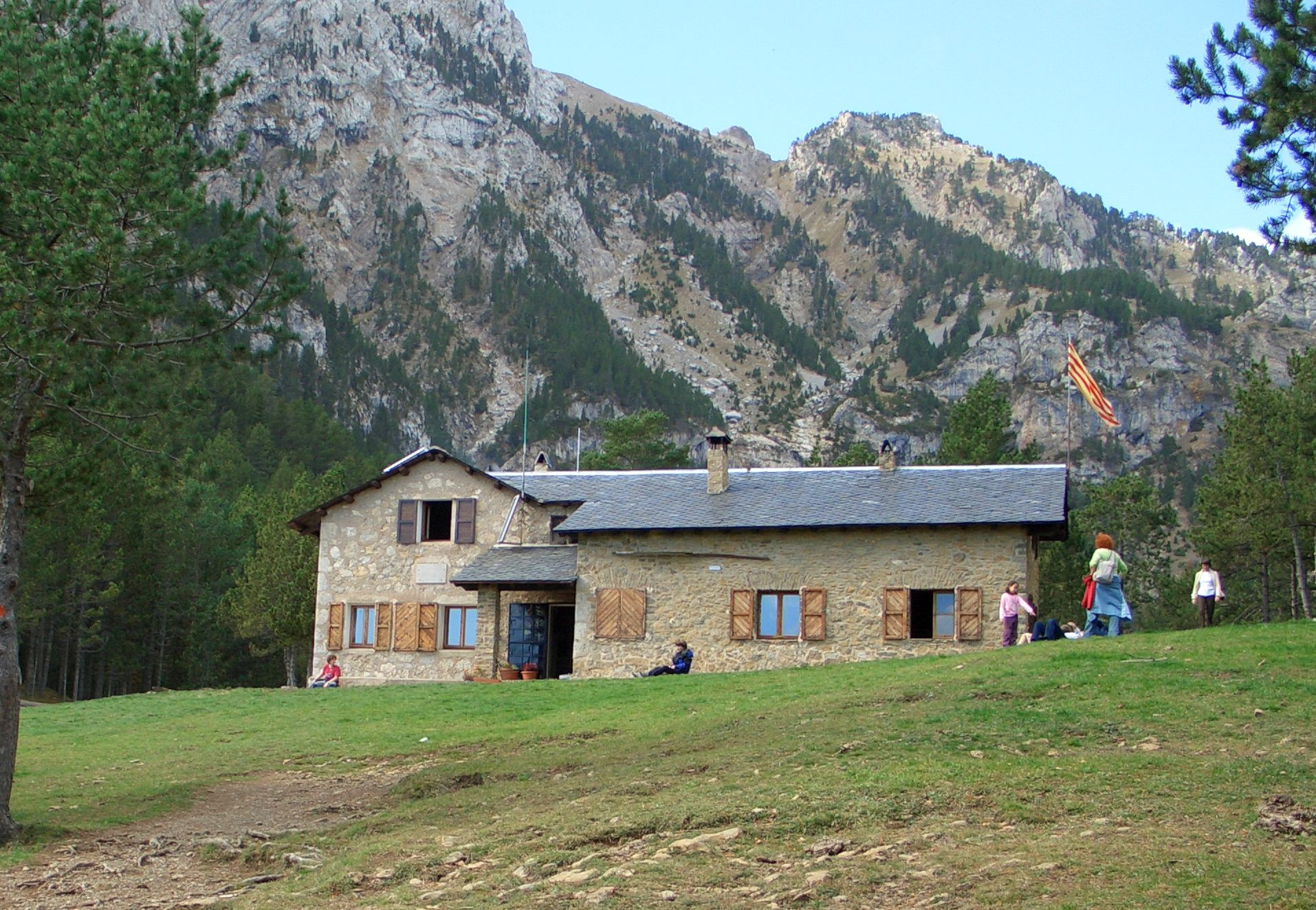
Refuge Lluís Estasen.

Le Pedraforca est une randonnée mythique des Pyrénées, surtout pour les grimpeurs, en référence aux origines de l'escalade en Catalogne : au début du XXe siècle, Louis Estasen et ses collègues reconnaissent les itinéraires d'escalade les plus évidents, comme la brèche occidentale du Pollegó Inférior ou encore le chemin Roja et la voie Grallera du Pollegó Superior. La voie Estasen, ouverte le 30 juin 1928, constitue la première ascension du mur nord du Pollegó Superior et des murs du Pollegó Inférior. Cette première est considérée comme l'élément fondateur de l'escalade en Catalogne. L'ascension du mur nord du Pollegó Superior en hiver reste comparable en difficulté à celles situées dans les Alpes.
Il existe également des itinéraires de randonnées plus faciles jusqu'aux sommets principaux. Le sommet le plus visité est le point culminant Pollegó Superior, ses principales voies d'ascension étant :
- de Gósol, par la forêt de La Tossa et La Tartera, puis le long du sentier de la falaise ;
- également de Gósol, suivre le GR 107 jusqu'à Font-Terrers puis en passant par Set-Fonts et le chemin du Verdet (Canal del Verdet) ;
- du refuge Lluís Estasen, également par le chemin du Verdet.

Toutefois, ces excursions à Pedraforca restent des randonnées de haute montagne et doivent être préparées : bonne condition physique, matériel approprié (chaussures, nourriture et boissons), conditions météorologiques et températures très changeantes.

### Économie
Les activités traditionnelles liées au massif sont principalement l'agriculture et le pâturage des bovins. On trouve de petites exploitations du bois liées à la gestion de la forêt. La mine Clara d'extraction de lignite a cessé, après que 34 personnes y ont trouvé la mort le 10 avril 1944 à la suite d'un coup de grisou ; c'est le plus grave accident minier de l'histoire de la région catalane.
Les autorités misent sur l'essor du tourisme par l'attrait culturel (sites architecturaux cités plus haut, musée Picasso), naturel (randonnées et parc naturel) et sportif (escalade, vélos tout terrain, voitures 4 × 4) du site.